# 礦業法 (中華民國)
礦業法是中華民國礦產領域的一門法律，1930年12月1日起施行，後歷經17次修正，2023年進行最近一次修改。

## 歷史
中華民國政府遷台後，未對在中華民國大陸時期制定的礦業法有過大規模的更改。根據該法律，不需評估周圍環境就可開採礦石。大約1970年代，台灣礦業開始發展。礦業法被指缺乏環保和人權觀念，向財團傾斜；其中的第31條與第47條被認為是「霸王條款」，根據礦業法第31條，當礦業公司的礦權到期前可申請延展，政府原則上是允許繼續延長礦權，特殊例外才能駁回，駁回後可能還要補償業者的損失；47條則是當土地主反對礦業公司征用土地時，礦業公司只要作出一定的補償依舊可以先使用土地。因此2017年起又有台灣民間團體和原住民呼籲修改礦業法。
2017年2月16日，中華民國經濟部提出修改礦業法以保護環境以及台灣原住民權益，並轉交立法院審議。2017年7月，立法院首次審查礦業法，歷經7次委員會討論以及4次黨團協商；至2023年5月24日朝野終於取得共識，主要增訂礦權申請展限期間的存續問題、主管機關審核效期、原住民諮商同意、環評管制等條文。2023年5月26日礦業法三讀通過。

## 外部連結
- 全國法規資料庫 （页面存档备份，存于）